# 올뎅 호베르투
알바루 올뎅 호베르투(포르투갈어: Álvaro Holden Roberto, 1923년 1월 12일~2007년 8월 2일)는 1962년부터 1999년까지 앙골라 민족해방전선(FNLA)을 설립하고 이끌었던 앙골라의 정치인이다. 그의 회고록은 아직 미완성이다.

## 어린 시절
가르시아 디아시와 호베르투와 조아나 랄라 네카카의 아들이자 콩고 왕국의 왕족의 후손인 호베르투는 앙골라 북쪽의 상사우바도르에서 태어났다. 그의 가족은 1925년 벨기에령 콩고의 레오폴드빌로 이사했다. 1940년에 그는 침례교 선교 학교를 졸업했다. 그는 레오폴드빌, 코스터만스빌, 스탠리빌의 벨기에 재무부에서 8년 동안 일했다. 1949년, 호베르투는 레오폴드빌로 돌아와 삼촌과 함께 지역의 "노마드" 축구 클럽에서 활약했다. 호베르투는 이후 콩고 총리였던 시릴 아둘라와 함께 다링 클럽 모테마 펨베에서 뛰었다. 1951년 그는 앙골라를 방문했고 포르투갈 관리들이 한 노인을 학대하는 것을 목격했고, 그가 정치 경력을 시작하도록 영감을 주었다.

## 정치 경력
1954년 7월 14일 호베르투와 시드니 마누엘 바로스 네카카는 북앙골라 인민연합(UPNA)을 설립했고, 나중에 앙골라 민족해방전선(UPA)으로 이름이 바뀌었다. 호베르투는 1958년 12월 가나 아크라에서 비밀리에 참석한 가나의 전아프리카 인민 회의에 앙골라를 대표하였다. 그곳에서 그는 미래의 콩고 민주 공화국의 총리인 파트리스 루뭄바, 미래의 잠비아의 대통령인 케네스 카운다, 케냐의 민족주의자 톰 음보야를 만났다. 그는 기니 여권을 취득하고 유엔을 방문했다. 앙골라 완전독립 민족동맹(UNITA)의 미래 지도자인 조나스 사빔비는 음보야와 케냐의 총리이자 미래의 대통령인 조모 케냐타의 권유로 1961년 2월 UPA에 가입했다. 그해 말 호베르투는 사빔비를 UPA의 사무총장으로 임명했다.
미국 국가안전보장회의는 1950년대에 호베르투에게 원조를 주기 시작했고, 1962년 NSC가 정보 수집을 위해 그의 급여를 10,000달러로 인상할 때까지 매년 6,000달러를 지급했다.

## 사망
호베르투는 2007년 8월 2일 루안다에 있는 그의 집에서 사망했다. 호베르투가 사망한 후, 조제 에두아르두 두스 산투스 대통령은 "호베르투는 국가의 독립을 위해 저항과 전투를 선택하도록 앙골라 세대를 격려한 민족 해방 투쟁의 선구자들 중 한 명이었다"고 찬사를 보냈고, 장례식을 준비할 위원회를 임명하는 법령을 발표했다.